# Vorrströmstjärnarna
Vorrströmstjärnarna är varandra näraliggande sjöar i Vännäs kommun i Västerbotten som ingår i Umeälvens huvudavrinningsområde.
- Vorrströmstjärnarna (Vännäs socken, Västerbotten, 708666-168741), sjö i Vännäs kommun, 63°50′14″N 19°36′53″Ö / 63.8371°N 19.6146°Ö
- Vorrströmstjärnarna (Vännäs socken, Västerbotten, 708694-168722), sjö i Vännäs kommun, 63°50′23″N 19°36′40″Ö / 63.8397°N 19.611°Ö